# جزيرة غوسونغ براموكا
جزيرة غوسونغ براموكا وهي جزيرة من جزر إندونيسيا، وتقع في إقليم جاكارتا.